# Loch Treig
Loch Treig ist ein Stausee in den schottischen Highlands. Er liegt in der Region Lochaber, etwa 15 Kilometer östlich des Ortes Spean Bridge. Sein gälischer Name bedeutet in etwa Loch des Todes oder Loch der Toten. Der See war ursprünglich wesentlich kleiner und wurde in den 1920er Jahren als Teil des Lochaber Hydro-Electric Power Scheme aufgestaut.

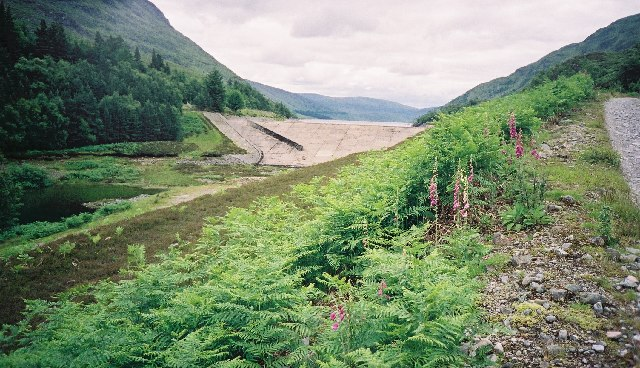
Der Staudamm von Loch Treig

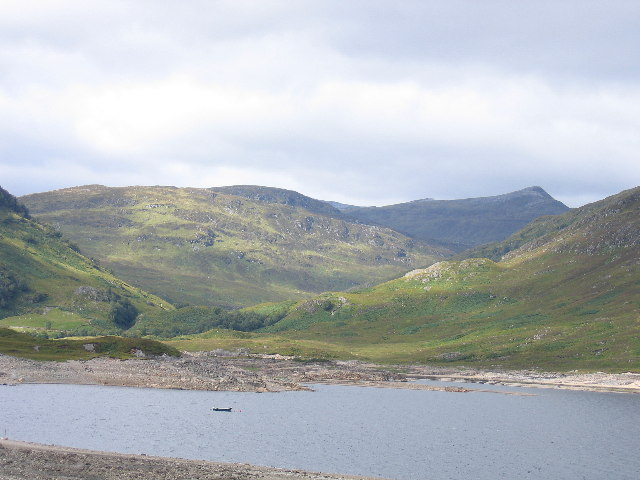
Das Südende des Sees, im Hintergrund der Stob Bàn

Im Zuge des Ausbaus der Aluminiumindustrie in Schottland in den 1920er Jahren baute die British Aluminium Company (inzwischen Teil von Rio Tinto Alcan) das Lochaber Hydro-Electric Power Scheme auf, um die Wasserkräfte der Region für die Strom- und Wasserversorgung ihres neuen Kraftwerks für die Aluminiumhütte in Fort William zu nutzen. Als Teil des Systems, dessen Bau von Balfour Beatty ausgeführt wurde und ab 1923 unter der Leitung von William Halcrow stand, wurde auch Loch Treig mittels eines Steinschüttdamms aufgestaut und der durchschnittliche Wasserspiegel um knapp elf Meter angehoben. Die Bauweise als Steinschüttdamm wurde dabei erstmals in Schottland angewandt. Für den Materialtransport während des Baus wurde die Schmalspurbahn Lochaber errichtet. Der Aufstauung fielen die zwei kleinen Ansiedlungen Creaguaineach und Kinlochtreig am Südufer des früheren Sees zum Opfer. Sie hatten einst Bedeutung als Raststationen für die Viehherden, die aus den Highlands nach Süden, auf die Märkte des Central Belt, getrieben wurden. Zwischen Tulloch und Corrour musste die am Ostufer von Loch Treig verlaufende Strecke der West Highland Line höher gelegt werden, etwas südlich des Staudamms entstand dafür auch ein neuer Eisenbahntunnel. Zwischen dem Staudamm und der Aluminiumhütte bei Fort William entstand ein rund 24 Kilometer langer Tunnel, in dem das Wasser von Loch Treig zum Kraftwerk nach Fort William transportiert wird. Dieser Tunnel war nach Fertigstellung 1929 für 50 Jahre der längste Tunnel dieser Art. Seit 2011 ist der Staudamm als Listed Building der Kategorie B unter Denkmalschutz gestellt.
Abgesehen von der kleinen Ansiedlung Fersit nördlich des Staudamms ist die Umgebung von Loch Treig unbewohnt, es führen keine Wege und Pfade entlang der Ufer. Am Südufer liegt Creaguaineach Lodge, eine Jagdlodge, und etwas südlich davon die Bothy Staoineag, die über einen Public Footpath zwischen dem Glen Nevis und Corrour erreicht werden kann. Beidseits ist der sich auf gut neun Kilometer etwa in Nord-Süd-Richtung erstreckende See von Bergen eingerahmt, markant im Westen der Doppelgipfel der beiden auch als The Easains bezeichneten Munros Stob Coire Easain und Stob a’ Choire Mheadhoin, im Osten der Stob Coire Sgrìodain, ebenfalls ein Munro. Südlich schließt sich die etwas niedrigere und einsam gelegene Bergwelt nördlich von Rannoch Moor an.